# Jo Conrad
Johannes „Jo“ Conrad (* 12. Januar 1958 im Landkreis Osterholz) ist ein deutscher Autor parawissenschaftlicher und rechtsesoterischer Werke sowie Netzaktivist. In Büchern und Vorträgen vertritt er verschwörungstheoretische Thesen zu verschiedenen Geheimbünden und weiteren nichtöffentlichen Institutionen, welche er in ihrer Summe als „Hintergrundmächte“ bezeichnet. Er bringt diese mit politischen und wissenschaftlichen Ereignissen wie der Mondlandung oder verschiedenen terroristischen Anschlägen in Verbindung. Diese Thesen werden vielfach als antisemitisch kritisiert. Er trat bereits bei Veranstaltungen in Spanien, Österreich und in Deutschland in verschiedenen Sprachen auf.

## Leben
Conrad verließ das Gymnasium noch vor dem Abitur und begann eine Fotografenlehre, die er jedoch abbrach. Er machte über zehn Jahre lang Landschaftsfotos für Kalender. Zwischenzeitlich war er als Musiker aktiv. Aufgrund einer von ihm 1991 aufgenommenen Demokassette wurde Conrad von Jürgen Roland für die musikalische Komposition zu drei Folgen der Polizeiserie Großstadtrevier beauftragt. Im Offenen Kanal Bremen (heute RadioWeser.TV) moderierte er ohne Bezahlung die Unterhaltungsshow Lift, in der neben Künstlern und Schauspielern auch Esoteriker, Numerologen und der damalige Vorsitzende der PDS, Gregor Gysi, zu Gast waren.
Heute ist Conrad als Autor, Seminarleiter und Komponist tätig und engagiert sich in Gruppen, die als rechtsextrem eingestuft werden, so bei der Mikronation „Fürstentum Germania“, einer Gruppe, die im „Schloss Krampfer“ im brandenburgischen Plattenburg einen eigenen Staat ausgerufen hatte. Ferner trat er bei der Anti-Zensur-Koalition, einem Forum von Ivo Sasek, auf.

## Ansichten
In seinen Büchern vertritt Conrad esoterische Verschwörungstheorien, wie sie auch Jan Udo Holey verbreitet. Ausgehend von einem Konzept der Ganzheitlichkeit meint er, dass Signale, die ein Mensch bewusst oder unbewusst aussende, auf sein Schicksal Einfluss nähmen: Wer befürchte, in der Straßenbahn überfallen zu werden, dem werde ebendies irgendwann auch zustoßen. Daher sei es von besonderer Bedeutung, was für Signale ausgesendet würden. Für den schlechten Zustand der Welt macht er nicht zuletzt Hollywood verantwortlich: Die amerikanische Filmindustrie, die er als jüdisch dominiert hinstellt, trage die Verantwortung dafür, dass „coole Helden“ propagiert werden, also gefühlskalte und zynische statt liebevoller und sanftmütiger Vorbilder. Conrad diagnostiziert hier eine jüdische „Verschwörung […], die uns vom wahren Glauben abhält“ und deren Motiv die Habgier sei.
Bei seiner Auseinandersetzung mit dem vermeintlich großen und schädlichen Einfluss der Juden nimmt Conrad Bezug auf verschiedene antisemitische Klischees, darunter auch auf die fiktionalen Protokolle der Weisen von Zion, die eine jüdische Weltverschwörung zu beweisen suchen. Das Argument, dass die Fälscher weite Passagen dieses Texts aus einer gegen Napoleon III. gerichteten Polemik des französischen Journalisten Maurice Joly abgeschrieben hatten, dreht er um und behauptet wahrheitswidrig, dass Joly ein Jude gewesen sei. Insofern würden die Protokolle in jedem Fall jüdische Gedanken enthalten. Zudem behauptet Conrad, Juden hätten einen negativen Einfluss „auf ihre Wirtsländer“, und nennt ihren Gott Jahwe „völkermordend“. 1998 machte er in einem Leserbrief an das Magazin Focus die Juden selbst für Antisemitismus verantwortlich: „Wenn von Zionisten überall in der Welt der Antisemitismusvorwurf erhoben wird, gedeiht Verständnis nur schwer.“ Auch sein Forum im Internet dient als Anlaufplatz für rechtsgerichtete Esoteriker und Verschwörungsgläubige. Seine antisemitischen Verschwörungstheorien reichert Conrad mit Verdächtigungen „gegen Hochgradfreimaurer, Illuminaten und ‚graue‘ Außerirdische“ an, denen er „arische“ Außerirdische gegenüberstellt: „Offenbar gibt es eine Rasse von schönen, blonden Wesen, die wie Menschen aussehen und – anders als die Grauen – den freien Willen der Menschen respektieren.“ In seinem Buch Entwirrungen bezeichnet er England, Spanien und andere Länder, die im Mittelalter und der Frühen Neuzeit ihre jüdischen Bewohner gewaltsam vertrieben, als deren „Wirtsländer“.
In einem Zeitungsinterview äußerte Conrad sich kritisch über das deutsche Verbot der Holocaustleugnung. Deutschlands Kriegsschuld am Zweiten Weltkrieg weist er zurück. Die Demokratie sei „nur eingeführt worden, damit Leute mit entsprechend Kleingeld bestimmen können, wer regiert“.
In seinen Büchern macht Conrad Werbung für die antisemitische Germanische Neue Medizin von Ryke Geerd Hamer. Zugleich warnt er vor vermeintlichen Folgen der COVID-19-Impfung auf der „feinstofflichen Ebene“. Hinsichtlich der Verschwörungsideologie QAnon bezeichnete Conrad im Juni 2018 auf bewusst.tv „Q als Ausdruck eines Aufräumens mit Verbrechern, die sich in die höchsten Positionen der Macht gebracht haben“.

## Bewusst.TV
Bewusst.TV ist ein 2010 von Jo Conrad gegründetes Video-Propagandaprojekt mit angeschlossenem Webshop, das sich im Eigenverständnis als „Der Bildungskanal“ versteht und als Fortsetzung des Esoterikprojekts Secret-TV mit Nähe zur Truther-Szene und Reichsbürger-Szene gesehen werden kann. Das in deutscher Sprache betriebene Internetportal bietet Videofilme zu verschiedenen Themenbereichen an. Innerhalb der von der Firma Quantisana gekauften Sendezeit wurden auch Ausschnitte aus Sendungen von Bewusst.TV bei Schweiz 5 über den Satelliten Astra ausgesendet. Conrad ist einer der Haupt-Moderatoren bei Bewusst.TV. Er interviewt dort jeweils verschiedene Aktivisten aus der Esoterik-, Reichsbürger- und Verschwörungstheoretiker-Szene zu den von diesen verbreiteten Ideologien.

## Kritik
Conrad wird Antisemitismus und eine Nähe zum Rechtsextremismus vorgeworfen, die sich in Passagen seiner Bücher äußere. In einer Broschüre der Hamburger Behörde für Inneres wird ihm attestiert, „diffuse Verschwörungstheorien“ und „ungefilterten Antisemitismus“ zu verbreiten. Darin wird auch auf seine Bezugnahme auf rechtsradikale Autoren wie Jan Udo Holey, Gerd Honsik und Gary Allen verwiesen. In einer Sammlung von Analysen zum „Rechtsextremismus und Islamismus in Deutschland und Thüringen“ des Thüringer Landesamts für Verfassungsschutz wird Conrad der rechtsesoterischen Szene Deutschlands zugeordnet. Indem er seine Behauptungen häufig in rhetorische Fragen kleide, habe er Verbote und Strafanzeigen bislang vermieden. Der Berliner Historiker Wolfgang Wippermann reiht Conrad unter die Trittbrettfahrer und Nachahmer Jan Udo Holeys. Wie dieser verbreite er eine antisemitische Verschwörungsideologie, die sich von der Adolf Hitlers nur durch ihren esoterischen Anstrich unterscheide.

## Werke
Bücher:
- Entwirrungen. Über kosmische Gesetzmäßigkeiten und warum sie uns vorenthalten werden. Langenbruch, Lilienthal 1996, ISBN 3-9804586-5-2.
- Zusammenhänge. Was läuft schief in unserer Welt? Bignose Media, Worpswede 1998, ISBN 3-933718-00-7.
- Ursprünge. Über Vielfalt des Lebens, die Ordnung und den Grund des Hierseins. Bignose Media, Worpswede 2000, ISBN 3-933718-01-5.
- Wendungen. Über Hintergründe des Weltgeschehens und den Umgang mit Ängsten. Bignose Media, Worpswede 2005, ISBN 3-933718-02-3.

Hörbücher:
- Jan van Helsing: Die unerwünschte Wahrheit. Interview mit Jo Conrad. Interview vom 10. Oktober 2006. Amadeus, Fichte, ISBN 3-938656-04-2 (2 CDs).

Zeitschriften:
Conrad verfasste etliche Artikel in den Zeitschriften NET-Journal, Menschsein, Magazin 2000 und der Zeitenschrift.